# Konārdang
Konārdang (persiska: کناردنگ) är en ort i Iran.   Den ligger i provinsen Kerman, i den sydöstra delen av landet, 1 100 km sydost om huvudstaden Teheran. Konārdang ligger 1 021 meter över havet och antalet invånare är 129.
Terrängen runt Konārdang är lite bergig. Runt Konārdang är det mycket glesbefolkat, med 7 invånare per kvadratkilometer. Närmaste större samhälle är Sargar, 7,9 km sydväst om Konārdang. Trakten runt Konārdang är ofruktbar med lite eller ingen växtlighet.